# Kerstin Przygodda
 (février 2025).
Kerstin Przygodda, née en 1962 à Eutin, est une personnalité politique allemande. Membre de l'AfD, elle est députée depuis 2025.

## Biographie
Kerstin Przygodda naît en 1962 à Eutin. Elle est élue députée en 2025.